# Ceremonia coreana del té

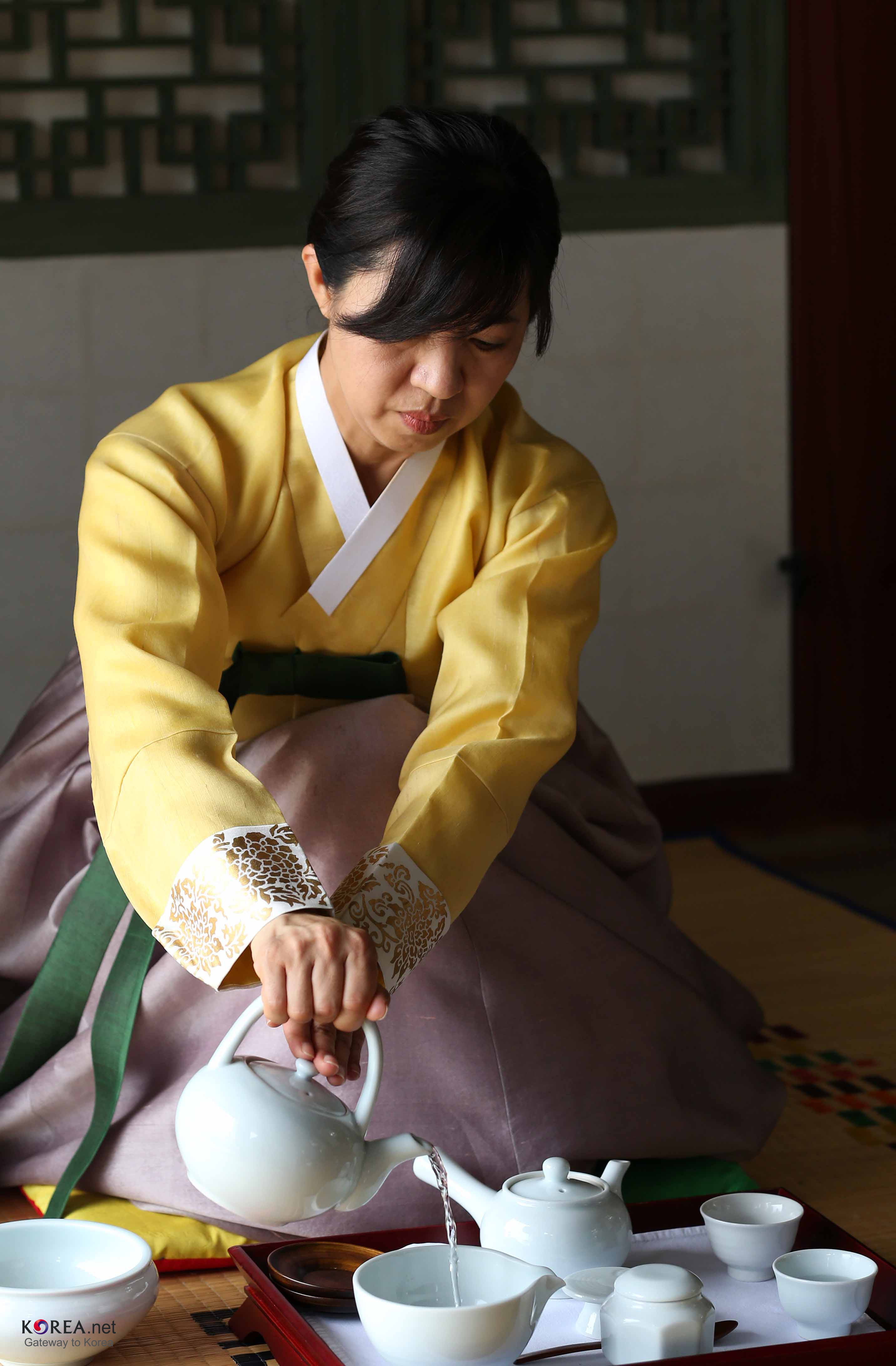
Darye, ceremonia del té en el palacio de Changgyeonggung.

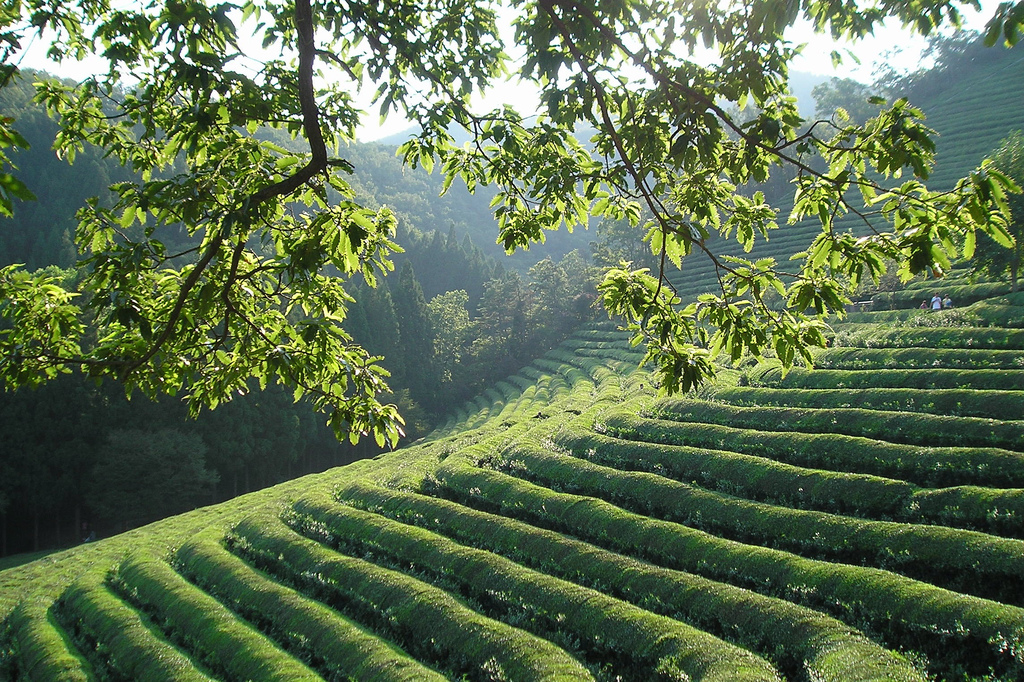
Plantación de té en Boseong-gun, provincia de Jeolla del Sur)

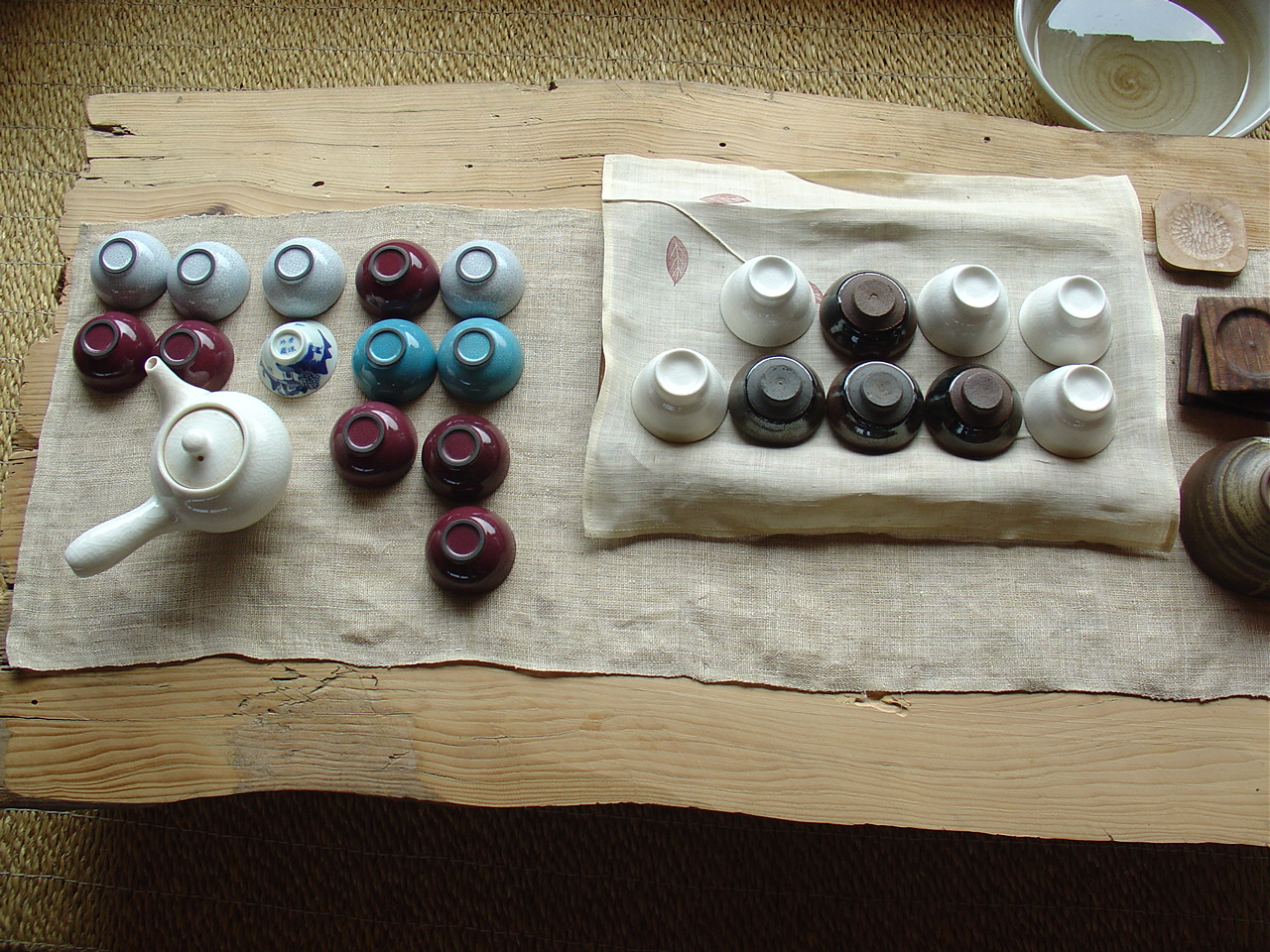
Cerámica para el té.

La ceremonia coreana del té o Darye  (en alfabeto hangul:다례, en hanja: 茶禮) es una forma tradicional de ceremonia del té que se practica en Corea. Darye literalmente significa "etiqueta para el té" o "rito del té" y se ha mantenido entre los coreanos durante más de mil años. El elemento principal de la ceremonia del té coreana es la facilidad y naturalidad de disfrutar del té en un entorno formal y sencillo.
Las ceremonias han resurgido como una vía de escape en busca de tranquilidad y armonía, en contraste con la actual cultura trepidante de la sociedad coreana, continuando así su larga tradición como parte del arte coreano intangible.

## Historia
El primer registro histórico que documenta la ofrenda de té a un dios ancestral describe un rito del año 661 en el que se hacía una ofrenda de té al espíritu del rey Suro, fundador del reino de Geumgwan Gaya (42-562). Los registros de la dinastía Koryo (918-1392) muestran que se hacían ofrendas de té en templos budistas a los espíritus de los monjes más respetados.
Los funcionarios gubernamentales presidían importantes rituales nacionales en los que se tomaba té en locales llamados 다방 (transliterado tabang o dabang y referidas en ocasiones como casas de té). Hay al menos un ritual registrado en el Goryeosa Yaeji, o La historia oficial de Goryeo, mencionado como parte de la recepción de un mensajero chino a la corte coreana.

### Dinastía Joseon
Durante la dinastía Joseon (1392-1910), se detalla, avanza y perfecciona en los rituales de la ceremonia del té. 

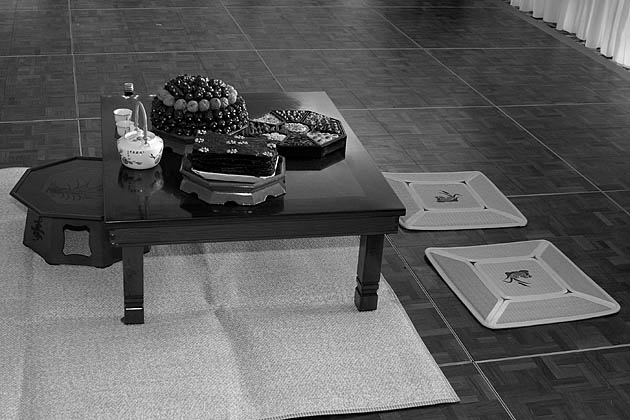
Un entorno para la ceremonia del té coreana actual.

El "Tabang" sostenía y organizaba la principal ceremonia real. La familia real Yi y la aristocracia utilizaban el té para ritos sencillos; el "Rito del Té del Día" era una ceremonia diurna común, mientras que el "Rito Especial del Té" se reservaba para ocasiones específicas. Estas ceremonias se detallaron en el escrito "Los Cinco Ritos Nacionales"  (Gukjo Oryeui, 國朝五禮儀, 국조오례의) en el año 1474. Esta terminología no aparece en otros países asiáticos.
Pero los problemas originados en las plantaciones hicieron cambiar las formas de gestionar la cultura del té: a diferencia de las áreas de plantaciones de té en China o Japón, el clima de la península de Corea es mucho más frío y la temporada de cosecha ocurre justo antes de la primavera. En ese período, las áreas boscosas de árboles de té en las montañas todavía eran muy frías y muy frecuentemente se helaban y la cosecha se echaba a perder.
El antiguo nombre coreano del té, 설록 ("Seollok", 雪綠), hace referencia a que la primera hoja de té que brota se cosecha en el campo nevado de una montaña. Esta situación trajo muchos problemas durante las dinastías Goryeo y Joseon.
La zona boscosa de árboles de té es también era el granero tradicional de Corea y la temporada de recolección de hojas de té y la temporada de siembra de cereales se superponían una con otra. Debido a su valor, los agricultores que vivían alrededor de las regiones boscosas de árboles de té pagaban un alto impuesto al rey. Así que el trabajo poco rentable de recolección y tratamiento de las hojas de té tuvo como resultado la disminución de la cosecha anual de té. 
En la dinastía Goryeo, hubo cientos de apelaciones por parte de muchos señores y eruditos como Lee Je-hyun o Lee Gyu-bo. Al final de la dinastía Goryeo, y tal y como queda registrado en el "Yuduryurok (유두류록, 遊頭流錄)", los agricultores quemaron o cortaron sus árboles de té para protestar contra el impuesto al té. 
Durante la dinastía Joseon, gobernada sobre la base del confucianismo, el Tabang se mantuvo para la ceremonia del té, pero se redujo la escala de producción de té para proteger el equilibrio agrícola. Por esta razón, el desarrollo de la industria del té se vio impedida durante mucho tiempo y, con la excepción de la clase noble Yangban y la familia real, la cultura y la ceremonia de beber té se mantuvo únicamente alrededor de las regiones boscosas de árboles de té.

### Época post-Joseon
Con posterioridad a Joseon, los plebeyos pudieron llevar a cabo la ceremonia del té. Literatos como Jeong Yak-yong o Kim Jeong-hui se encuentran interesados en estudiarla y celebrar la ceremonia del té con los monjes.